# Teilhabe- und Integrationsgesetz
Das Gesetz zur Förderung der gesellschaftlichen Teilhabe und Integration in Nordrhein-Westfalen (TIntG) vom 14. Februar 2012 ist die Grundlage der Integrationspolitik in Nordrhein-Westfalen. Es wurde am 8. Februar 2012 im nordrhein-westfälischen Landtag mit den Stimmen der Fraktionen von CDU, SPD, Bündnis 90/Die Grünen und FDP bei Enthaltung der Fraktion Die Linke verabschiedet.
Das Gesetz stellt eine verbindliche Grundlage zur Förderung der Teilhabe und Integration dar. Mit dem Gesetz wird die integrationspolitische Infrastruktur in Nordrhein-Westfalen gesichert. Zu dieser Infrastruktur zählen die Regionalen Arbeitsstellen zur Förderung von Kindern und Jugendlichen aus Zuwandererfamilien (RAA) in kommunaler Trägerschaft, die Integrationsagenturen und interkulturellen Zentren in Trägerschaft der Spitzenverbände der Freien Wohlfahrtspflege, die Migrantenselbstorganisationen und die in Städten und Landkreisen entwickelten Netzwerke. Diese Strukturen werden auf der Landesebene beraten, begleitet und gefördert vom landesweit agierenden Kompetenzzentrum für Integration bei der Bezirksregierung Arnsberg, vom Landesintegrationsrat Nordrhein-Westfalen und von der Hauptstelle RAA in Essen.